# Asa Earl Carter
Pour les articles homonymes, voir Carter.
Œuvres principales
- Petit Arbre

Asa Earl Carter, né le 4 septembre 1925 à Anniston dans l’Alabama et mort le 7 juin 1979 à Abilene au Texas, est un homme politique et un écrivain américain. Ségrégationniste, suprémaciste et membre du Ku Klux Klan, il est également connu comme écrivain sous le nom de plume de Forrest Carter.

## Biographie

### Jeunesse et formation
Né à Anniston en Alabama, il est l'ainé d'une famille de quatre enfants. Il sert dans l’armée américaine pendant la Seconde Guerre mondiale et bénéficie à son retour du programme G.I. Bill pour terminer ses études de journalisme à l’université du Colorado. Il s’installe à Birmingham dans l’Alabama et devient présentateur radio, avant de s'orienter vers la politique. 

### Le Klansman
Membre actif du Ku Klux Klan, durant les années 1950, il dirige un groupe paramilitaire semant la terreur dans l'Alabama, sous le nom d'Asa Ace Carter, les sbires d'Ace Carter, parmi leurs multiples méfaits, se font tristement connaître en molestant le chanteur et pianiste de jazz Nat King Cole lors d'un concert à l'auditorium de Birmingham en 1956,,,. Quand  George Wallace devient gouverneur de l'Alabama, il lui écrit ses discours ségrégationnistes et racistes, il est l'auteur du slogan de Wallace « Ségrégation maintenant, ségrégation demain, ségrégation pour toujours ! » . En 1970, après l'adoption de différentes lois fédérales comme le Civil Rights Act de 1964, le Voting Rights Act de 1965 et le Civil Rights Act de 1968 mettant fin à toutes les formes de discrimination raciale sur l'ensemble des états des États-Unis, George Wallace modère ses discours, les adapte à la réalité et il se débarrasse d'Asa Earl Carter qui garde ses opinions extrémistes.

### La reconversion littéraire
Étant banni de la vie politique, il se convertit dans l'écriture, il publie en 1973 un western intitulé The Rebel Outlaw: Josey Wales sous le nom de plume de Forrest Carter (en référence au chef du premier Klan Nathan Bedford Forrest). Clint Eastwood investit son argent personnel pour acquérir les droits de ce roman qu’il adapte au cinéma en 1976 sous le titre Josey Wales hors-la-loi. En plus de la réalisation, il tient également le rôle principal. Popularisé par le cinéma, ce roman connaît d’abord une suite littéraire en 1976 intitulé The Vengeance Trail of Josey Wales avant de connaître une suite cinématographique avec le film The Return of Josey Wales. Il s’agit de l’unique film tourné par l’acteur Michael Parks, qui assure également le rôle principal.
Carter publie la même année son bestseller The Education of Little Tree, qui est publié en français sous le titre Petit Arbre. D’abord présenté comme l'autobiographie d'un petit indien cherokee, orphelin à l'âge de cinq ans, ce roman se révèle être en fait un canular. A l’occasion de la réimpression de son roman The Rebel Outlaw: Josey Wales sous le nouveau titre Gone to Texas en 1976 aux États-Unis , c’est le quotidien The New York Times qui dévoile sa véritable identité et révèle l'imposture. En 2010, un documentaire de  Marco Ricci et produit par Douglas Newman The Reconstruction of Asa Carter,, démystifie la pseudo histoire d'Asa Carter en retraçant son trajet d'activiste du Klan vers le New Age,. Les Cherokees n'apprécient guère le livre qui est une vision fausse de leur peuple à travers des stéréotypes paternalistes et idéalisés, en dehors de tout contexte réel. Asa Carter utilise les Cherokees comme moyen d'attaquer les autorités fédérales honnies par le ségrégationniste qu'il est. Il les accuse d'incompétence, de couardise, les traite d'ineptes : la seule chose qu'elles savent faire est de prélever les impôts.

### La fin
Carter travaille sur un nouveau roman, The Wanderings of Little Tree, la suite de The Education of Little Tree, quand il décède en 1979 à l’âge de cinquante-trois ans.
Asa E. Carter repose au cimetière de l'église méthodiste de DeArmanville, Alabama (en).

## Œuvres

### SérieJosey Wales
- The Rebel Outlaw: Josey Wales (1973; réimprimé en 1975 sous le titre Gone to Texas et en 1980 sous le titre The Outlaw Josey Wales) Publié en français sous le titre Les Hors-la-loi du Texas, traduction de Jean Guiloineau, Paris, Stock, 1981, réédition Albi, Passage du Nord-Ouest, coll. « Short Cuts », 2013, réédition Paris, Payot & Rivages, coll. « Rivages/Noir » no 987, 2015.
- The Vengeance Trail of Josey Wales (1976) Publié en français sous le titre La Haine de Josey Wales, traduction de Michel Eichelberger, Paris, Librairie des Champs-Élysées, coll. « Spécial Western » no 181, 1978, réédition Monaco, Éditions du Rocher, coll. « La Légende de l’Ouest », 1996.

### Autres romans
- The Education of Little Tree (1976),

- Watch for Me on the Mountain (1978, réimprimé en 1980 sous le titre Cry Geronimo!)

### Articles
- (en-US) Lawrence Clayton, « Forrest Carter/Asa Carter and Politics », Western American Literature, Vol. 21, No. 1,‎ 1986, p. 19-26 (8 pages) (lire en ligne),
- (en-US) Arnold Krupat, « A Lingering Miseducation: Confronting the Legacy of Little Tree », Studies in American Indian Literatures, Series 2, Vol. 12, No. 1,,‎ 2000, p. 20-36 (17 pages) (lire en ligne),
- (en-US) Gina Cayson, « Claiming the Unclaimable: Forrest Carter, The Education of Little Tree, and Land Claim in the Native South », The Mississippi Quarterly, Vol. 64, No. 3-4,‎ 2011, p. 573-596 (24 pages) (lire en ligne),

### Essais
- (en) David M. Chalmers, Hooded Americanism : The History of the Ku Klux Klan, Duke University Press, 1987, 516 p. (ISBN 978-0-8223-7781-8, lire en ligne),
- (en) Wyn Craig Wade, The Fiery Cross : The Ku Klux Klan in America, Oxford University Press, 1998 (réimpr. 1998) (1re éd. 1988), 532 p. (ISBN 978-0-19-512357-9, lire en ligne),
- (en) Fred J. Cook, The Ku Klux Klan : America's recurring nightmare, Englewood Cliffs, 1989, 168 p. (ISBN 978-0-671-68421-1, lire en ligne),

## Filmographie

### Comme auteur adapté
- 1976 : Josey Wales hors-la-loi (The Outlaw Josey Wales), film américain réalisé par Clint Eastwood, d’après le roman The Rebel Outlaw: Josey Wales alias Gone to Texas, avec Clint Eastwood, Dan George, Sondra Locke, Bill McKinney et John Vernon.
- 1986 : The Return of Josey Wales, film américain réalisé par Michael Parks, d’après le personnage de Josey Wales et le film Josey Wales hors-la-loi, avec Michael Parks,
- 1997 : L'Éducation de Little Tree (The Education of Little Tree), film américain réalisé par Richard Friedenberg d’après le roman éponyme.